# Johan Stephan Decker
Pour les articles homonymes, voir Decker.
Johan (Johann) Stephan Decker, connu aussi sous les prénoms de Janos Istvan ou Jean Étienne, né le 26 décembre 1784 à Colmar et mort le 25 juin 1844 à Grinzing près de Vienne, est un peintre français de la première moitié du XIXe siècle. Il acquit une certaine notoriété par ses miniatures et son fameux portrait de Beethoven, réalisé du vivant du musicien.
Père des peintres Albert Decker (1817-1871), Gabriel Decker (1821-1855) et Georg Decker (1819-1894).

## Un peintre de renommée européenne
Johan Stephan Decker, originaire de Colmar, se rendit à Paris en 1804 pour se former auprès des peintres David et Jean-Jacques Karpff. Il s'y spécialisa dans l'art du portrait et de la miniature, puis, sa formation achevée, retourna dans sa ville natale vers la fin de 1811.
Après un séjour à Budapest vers 1818, il gagna Vienne en 1821 où il travailla pour le chancelier Metternich et l'archiduchesse       Marie-Louise. Il fut au service également du comte Sickingen, pour qui il produisit nombre de scènes de genre. L'archiduc Charles Louis l'engagea enfin en 1827 comme maître de dessin de sa fille qui sera plus tard reine des Deux-Siciles. Il occupa ce poste jusqu'en 1840.

## Œuvres
- Couple en costume russe de part et d'autre d'une clôture, aquarelle, 19 * 14,5 cm, collection privée.
- Portrait de Ludwig van Beethoven âgé, dessin à la craie, mai 1824, 52 * 80 cm, Historisches Museum der Stadt, Vienne.
- Vieil homme au bonnet (Autoportrait), huile sur toile, vers ...., 69 * 55, collection particulière, Budapest.

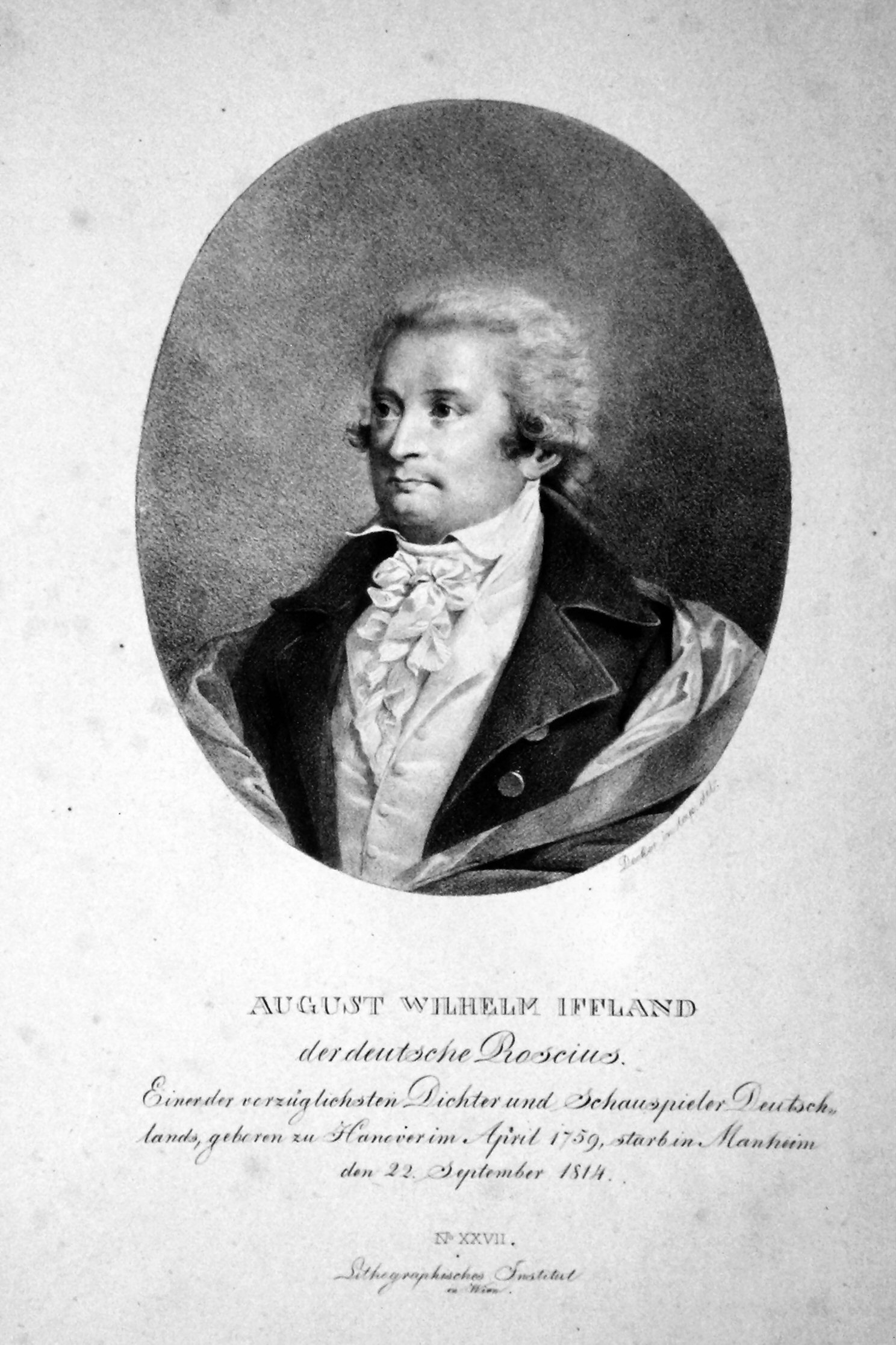
Portrait d'August Wilhelm Iffland par Johan Stephan Decker.

- Le duc de Reichstadt à l'âge de dix ans, dessin au crayon, vers 1820, 41,2 * 31,4 cm, Musée national du château de Fontainebleau.

- Portrait à mi-taille d'un noble du Second-Empire, fusain sur papier (ovale), vers..., 20, 5 * 15,5 cm, Allemagne.
- La jeune fille au chapeau, portrait miniature à la gouache sur ivoire, vers..., 10 * 8,5 cm, Suisse.
- Jeune femme au châle rose, portrait miniature à l'aquarelle sur ivoire, vers..., 9,7 * 3 cm, Vienne.
- Cabinet de travail de l'Empereur François Ier d'Autriche, huile sur toile, vers ....., Osterreichische Galerie, Vienne.
- Le Quai des esclaves à Venise (Riva degli Schiavoni), dessin au crayon, vers ...., 34 * 27 cm, collection particulière, Vissoie, Suisse.
- Vue du château de Heidelberg depuis le chemin des Philosophes, dessin au crayon, vers ...., 34 * 27 cm, collection particulière, Vissoie, Suisse.
- Maisons paysannes à Berchtesgaden, dessin au crayon, vers ...., 24,5 * 33,5 cm, collection particulière, Vissoie, Suisse.
- Oratoire à la Vierge au bord d'un chemin dans les Dolomites, dessin au crayon, 24,5 * 33,5 cm, collection particulière, Vissoie, Suisse.
- Portrait de l'Empereur François Ier à la redingote brune, aquarelle sur ivoire (ovale), vers 1824, 8 * 7 cm, collection particulière, Autriche.
- L'Empereur François 1er à son étude, huile sur toile, après 1821, Österreichische Galerie Belvedere, Vienne. (Cf. http://www.habsburger.net/en/media/johann-stephan-decker-emperor-franz-ii-i-his-desk-his-study-vienna-hofburg-1826-oil-sh)
- Vue d'une pièce de l'appartement de la duchesse Sophie au château de Blauer Hof à Laxenbourg, gouache, 1826, Fondation Preussische Schlösser und Gärten Berlin-Brandenburg, Potsdam.
- Salon 1830, aquarelle, 1826, Wien Museum, Vienne.
- Portrait de Félix Desportes, 1818, Colmar.
- Portrait du marchand Edouard Herv, aquarelle sur ivoire, vers 1815, 9,6 * 7,6, collection particulière, Onex, Suisse.
- Portrait d'August Wilhelm Iffland, lithographie, vers 1825, 14,88 * 22,33.

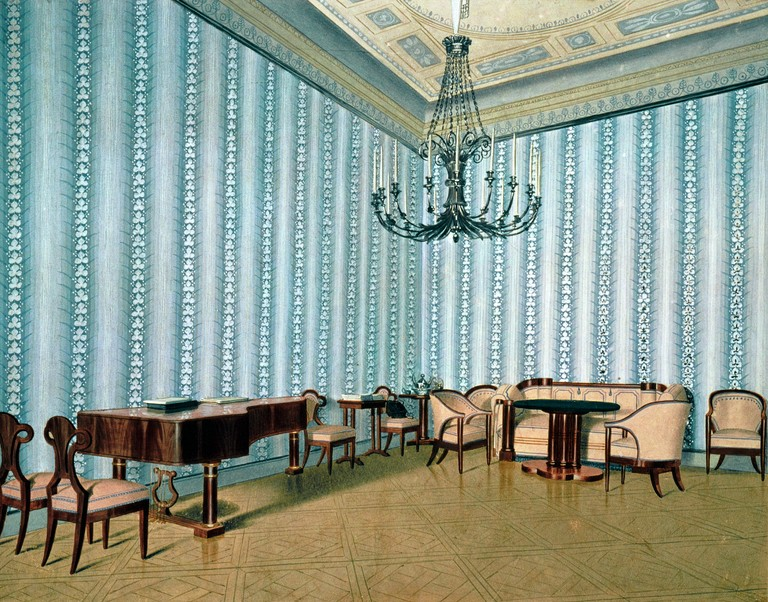
Vue du salon de musique de la duchesse Sophie au château de Blauer Hof.

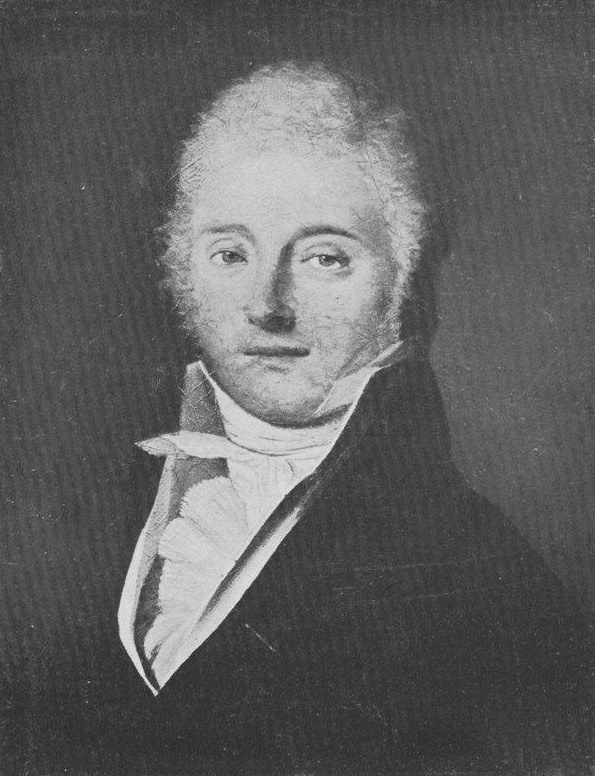

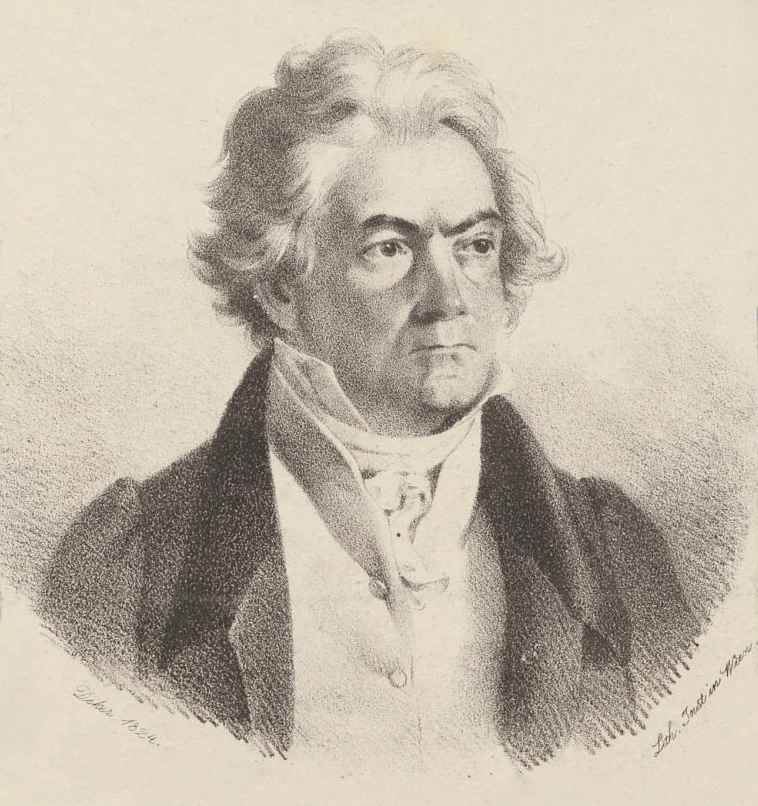
Portrait de Beethoven (1826).